# Pantovisco
Pantovisco（パントビスコ ）は、日本のマルチクリエーター、漫画家。雑誌・WEBで多数の連載を抱えるほか、企業コラボやTV出演など、業種・媒体を問わず活動している。

## 来歴
2014年秋頃から本格的にインスタグラム上で投稿を開始。作品が話題となり、フォロワーは2024年4月現在50万人超え。

代表的な作品シリーズは「へチタケシリーズ」や｢カオス絵日記｣、｢乙女に捧げるレクイエム｣ など、その他30シリーズほどある作品を毎日更新している。

## 作品

### イラスト
- 『カオス絵日記』
- 『乙女に捧げるレクイエム』
- 『対面シリーズ』
- 『やさしシリーズ』
- 『勝手にアンケート』
- 『しどろもどろシリーズ』
- 『こっそり君シリーズ』
- 『LINEシリーズ』
- 『アイアムリカさん』
- 『やめるシリーズ』
- 『恩座マユコシリーズ』
- 『1コマファンタジー』
- 『2コマファンタジー』
- 『3コマファンタジー』
- 『4コマファンタジー』
- 『ヘチタケシリーズ』
- 『ちゃがまるシリーズ』
- 『即婚シリーズ』
- 『縦横シリーズ』
- 『ホウイチシリーズ』
- 『キビシシリーズ』
- 『キザトシリーズ』
- 『サイテイくんシリーズ』
- 『ビンゴシリーズ』
- 『叫びシリーズ』
- 『クリぼっちシリーズ』
- 『七夕シリーズ』
- 『サイコパスオシリーズ』
- 『パントビスコムービー』
- 『パントビスコ写真館』
- 『パント絵文字』

### 挿絵
- 山田周平著『結局、男って『あざとい女』に弱いんです。』(大和出版)-表紙・挿絵イラスト
- 『ボスのモンスター・ブック』」小学館-挿絵・文字デザイン
- 『vikka』三栄書房-挿絵イラスト
- 青山テルマ編集『DREAM PAPER』-イラスト

### アニメーション
- 『やさ村やさしのやさしい世界』(TOKYO MX)
- 『ドラマあるあるリサーチ』(NHK)-アニメーション原画制作
- 『大福くん』(ソニー・ミュージックエンタテインメント/KIDSTONE)-キャラクターデザイン[3]
- 『ちゃがちゃがちゃがまる！』(CCHANNEL)
- 『やさ村やさしのやさしい天気』(RKB毎日放送)

### アプリケーション
- 『ナデナデぺろち！』[4]
- 『ナデナデぺろち！ 完全版』[5]

### 連載

#### 雑誌
- 『パントビスコのカオス新聞』（宝島社/smart）
- 『大福くん』（小学館/幼稚園 (雑誌)）

#### web
- 『ViVi保健室』(NET ViVi、毎週金曜日配信)- イラスト担当
- 『パントビスコのお悩みスペクタクル』(Numero TOKYO)
- 『21じのひとりごと』(telling,)
- 『やさ村やさしがやさしい理由』（マンガボックス）漫画

#### 終了
- 『3つの世界』(THREE TREE JOURNAL)
- 『フラミンゴOLヤスコ』（光文社/CLASSY.）
- 『パントビスコのくすくす美容論』（講談社/VoCE）
- 『もうるchanの東京さんぽ 』(Ozmall)
- 『パントビスコの働き方改革ひとり実現会議』(DENIM FRIDAY JOURNAL)

### 書籍

#### ZINE
- 「カオス絵日記 その1」(ZINE)
- 「カオス絵日記 その2」(ZINE)
- 「カオス絵日記 総集編」(ZINE)
- 「まいごのぺろち」(ZINE)

#### 書籍
- 『あるあるカオス劇場 人生1コマファンタジー』(2016年、ISBN 978-4-04-726161-7、KADOKAWA・エンターブレイン)[6]
- 『乙女に捧げるレクイエム』（2016年、ISBN 978-4-04-726160-0、KADOKAWA・エンターブレイン）[7]
- 『ぺろちの本』（2018年、ISBN 4865062653、PARCO出版）[8]
- 『パントビスコ ここだけの話だよ。』（2020年、ISBN 9784594085292、扶桑社）[9]

### LINEスタンプ
- 「最古蓮男」[10]
- 「ぺろち」[11]
- 「ぺろちとにんにん」[12]
- 「ヘチタケシリーズアニメスタンプ」[13]
- 「ヘチマとタケノコ」[14]
- 「ヘチマとタケノコ2」[15]

## 企業コラボレーション

### イラスト
- 午後の紅茶(キリンビバレッジ)-公式SNS用イラスト
- Mets(キリンビバレッジ)-公式SNS用イラスト
- FIRE(キリンビバレッジ)-公式SNS用イラスト
- 『andGIRL』(エムオン・エンタテインメント)-イラスト
- 「ポッキー＆プリッツの日キャンペーン」(江崎グリコ)-公式SNS用イラスト
- 「女子旅EXPO」(スターツ出版)-イベントフォトスポット用イラスト
- 「やさ村やさしのやさしい世界」(NTTドコモ)-WEB広告用イラスト
- 「プロポーズゼクシィ」(リクルート)-WEB用イラスト
- 『Numero TOKYO』(扶桑社)-12星座イラスト
- 「新年SNSキャンペーン」(Google)-イラスト
- 「JINS花粉CUTメガネ」(ジェイアイエヌ)-WEB連載用イラスト
- 「氷結あまおう×カップルズ」(KIRIN)- コラボイラスト
- 「Lenovo×パントビスコ 春のツッコミ劇場」(Lenovo Japan)-公式SNS用イラスト

### キャラクターデザイン
- 「ババ・バスオ」[16](西鉄バス)
- 「大福くん」[17](ソニー・ミュージックエンタテインメント)

### WEB動画
- 「やさ村やさしのやさしいTOCOTかいせつ」(ダイハツ）[18]
- 「ランキング年賀状｜いいじゃん、それぞれの年賀状。」(日本郵便）[19]

### LINEスタンプ
- 「クリステル・ヴィ・アンサンブルスタンプ」(財団法人クリステル・ヴィ・アンサンブル)
- 「西鉄バスの『ババ・バスオ』」(西鉄バス)
- 「西鉄バスの『ババ・バスオ』第２弾」(西鉄バス)
- 「ベイビージャガーのベンジャミン君」(JAGUAR)
- 「やさ村やさしのやさしいスタンプ1」(やさ村やさしのやさしい世界)
- 「やさ村やさしのやさしいスタンプ2」(やさ村やさしのやさしい世界)

### グッズ
- 「merry jenny×Pantoviscoコラボ“乙女に捧げるレクイエム”Ｔシャツ４種」
- 「爆笑くんオリジナルグッズ（Tシャツ、マグ、トート、ZINE）」トーキョーカルチャートBYビームス
- 「ヘチタケシリーズスタンプセット」シヤチハタ
- 「『KIRITORU TOKYO』パントビスココラボ商品１２種」三越伊勢丹
- 「ルクアイーレクリスマスキャンペーン用オリジナル缶バッジ」ルクア1110
- 「リニューアル記念ぺろちグッズ販売」キデイランド大阪梅田店
- 「ヴィレッジ・ヴァンガードコラボグッズ販売」ヴィレッジヴァンガード
- 「merry jenny５周年記念コラボ Ｔシャツ、ベレー帽」
- 「ぺろち＆にんにんぬいぐるみ」(エスケイジャパン)

### プロジェクト
- 「おやこのしかく□ノート」(朝日こどもニュース）[20]

## 出演

### テレビ
- 『みんなのニュース』(フジテレビ)
- 『スッキリ！！』(日本テレビ)
- 『ズームインサタデー！』(日本テレビ)
- 『１Ｈセンス』(フジテレビ)
- 『ももち浜ストア 夕方版』(テレビ西日本)
- 『朝生ワイド す・またん！』(読売テレビ)
- 『Ｒの法則』(Eテレ)
- 『モーニングクロス』(TOKYO MX)
- 『ZIP!』(日本テレビ)
- 『AKBINGO!』(日本テレビ)
- 『今日感テレビ』(RKB)

### インターネットテレビ
- 『東京雑居ビルディング』(Live Shop!)

### イベント
- 「KIRITORU TOKYO」三越伊勢丹×東京メトロ[21]
- 「ハリセンボンの聞かせてよ！」よしもとクリエイティブ・エージェンシー
- 「著書『あるあるカオス劇場人生１コマファンタジー』発売記念イベント」SHIBUYA TSUTAYA
- 「著書『乙女に捧げるレクイエム』発売記念イベント」TSUTAYA BOOK STORE TENJIN
- 「ルクアイーレ クリスマスキャンペーン」ルクア1100
- 「やさ村やさしのやさしい世界」ソニー・ミュージックエンタテインメント

### 個展
- 「個展『パントビスコのカオス絵日記展』開催」トーキョーカルチャートＢＹビームス
- 「パントビスコの本当にくだらない個展」パルコミュージアム[22]